# Palazzo dei Conservatori

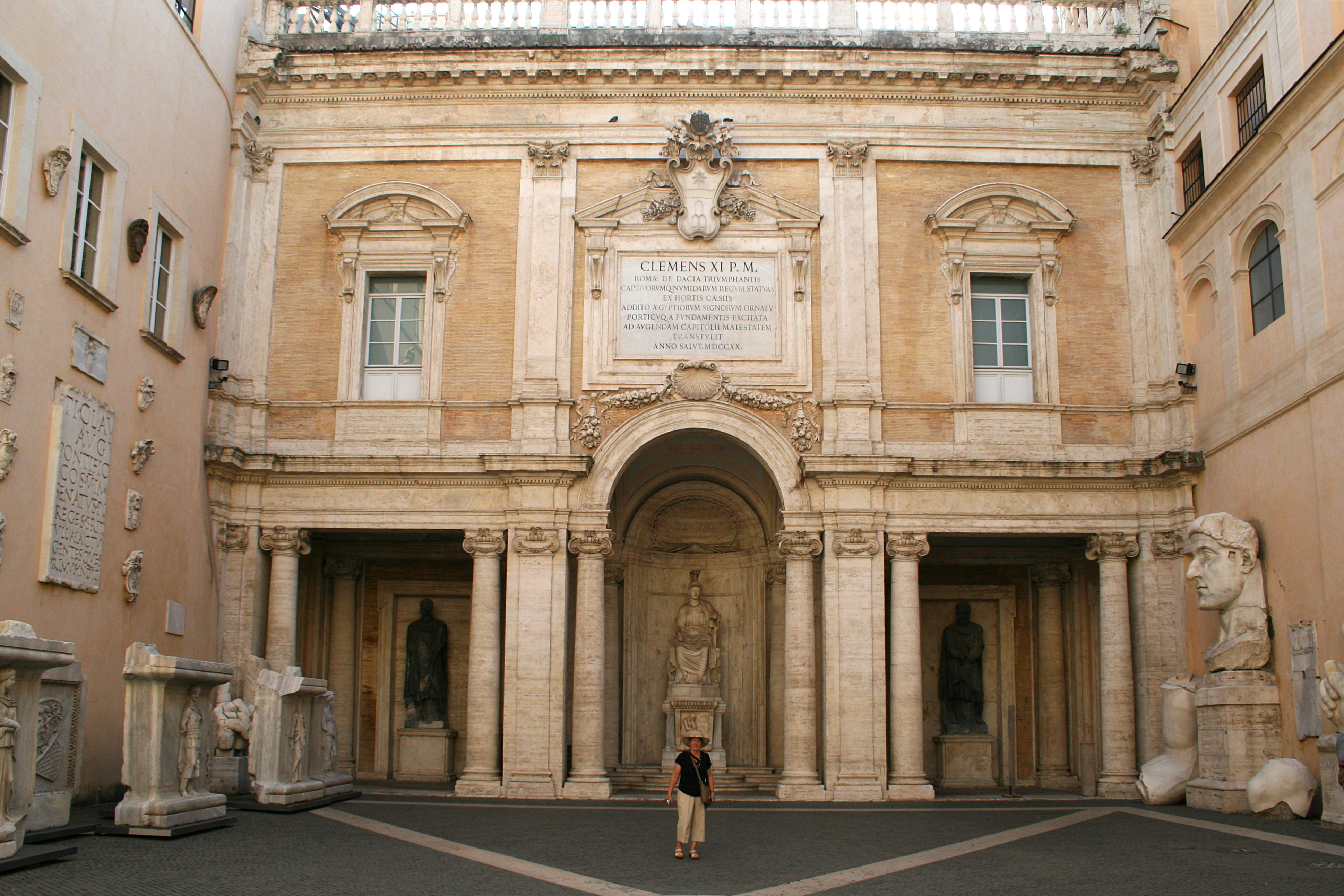
A Palazzo dei Conservatori udvara

A Palazzo dei Conservatori Róma egyik reneszánsz palotaépülete a Piazza del Campidoglión, a Capitoliumi Múzeumok egyike. 1568-ban készült el.

## Az épület
Egyik szárnya egybeépült a Caffarelli-palota fennmaradt szárnyaival. 

## A múzeum
Múzeumának egyik fő ékessége az antik plasztikák gyűjteménye, de későbbi korok művészetét is megismerhetjük a múzeumban.
Udvarában látható az a szobortöredék, mely I. Constantinus császárt ábrázolja, s eredeti helye a Forumon volt. Lépcsőházában Marcus Aurelius életét ábrázoló domborműveket csodálhat meg a látogató.

## Külső hivatkozások
- A Capitoliumi Múzeumok honlapja